# Cabinet (Mexique)
Pour les articles homonymes, voir Cabinet.

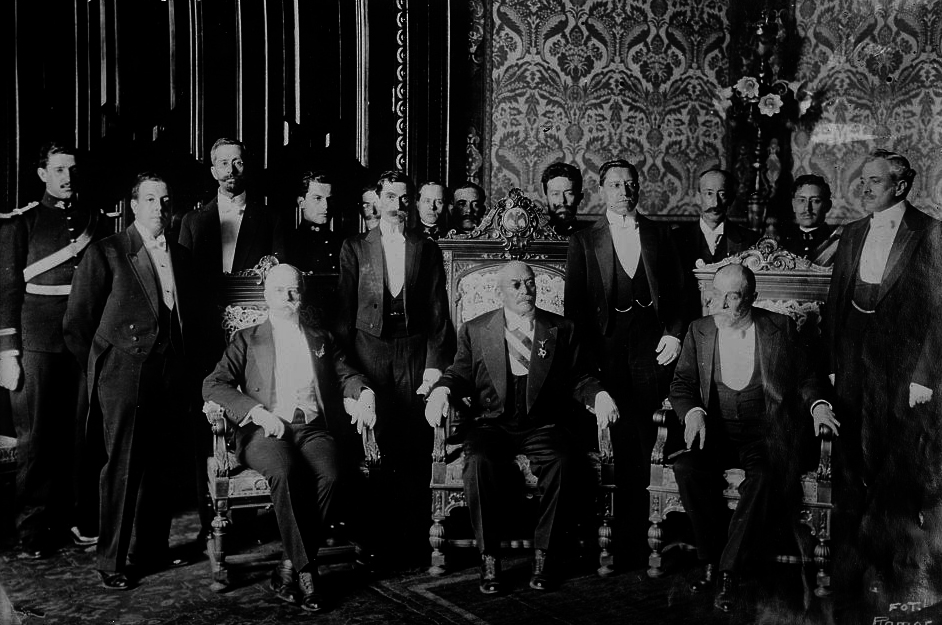
Réunion du cabinet en 1913 dans le palace nationale sous la présidence de Victoriano Huerta. Les membres du cabinet sont placés par ordre de préséance.

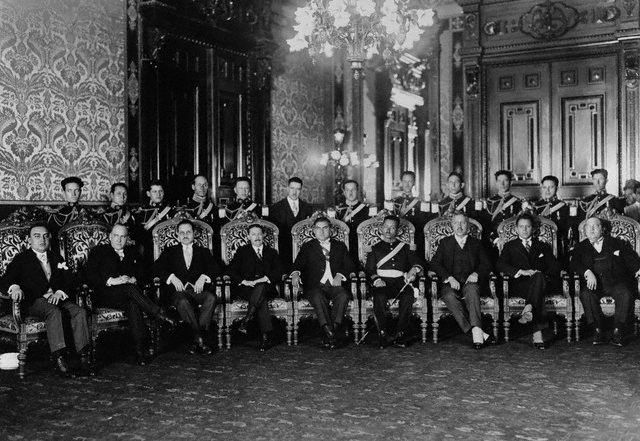
L'administration Portes Gil, président du Mexique.

Le cabinet du Mexique est la réunion des membres les plus importants de l'exécutif du gouvernement fédéral du Mexique. Le cabinet est formé des représentants de divers départements de l'exécutif du gouvernement fédéral du Mexique et du conseil juridique de l'Exécutif fédéral. Son existence remonte au premier Chef d'État du Mexique, l'Empereur Agustín de Iturbide, qui nomma un Ministère de quatre personnes pour le conseiller et l'assister dans ses tâches, ils étaient José Manuel de Herrera comme le Ministre des Relations Extérieures et Intérieures, Juan Pérez Maldonado comme le Ministre des Finances, José Dominguez Manzo comme le Ministre de la Justice et des Affaires Ecclésiastiques et Miguel Antonio Medina y Miranda comme le Ministre de la Guerre et de la Marine, mais depuis 1853, les ministères ont été institués par les secrétariats,.
Les membres de l'actuel cabinet sont nommés par le Président du Mexique puis présentés au Sénat du Mexique pour avis et consentement (advice and consent, termes utilisés dans la Constitution, procédure par laquelle le Sénat approuve et confirme cette nomination ou la rejette, par un vote à la majorité simple). Si la nomination est approuvée, le nouveau membre du cabinet prête serment, reçoit le titre de secrétaire (Secretario), puis commence son mandat.

## Ministères d'État
| - 1821-1836 : - Ministère des Relations Extérieures et Intérieures - Ministère de la Justice et des Affaires Ecclésiastiques - Ministère de la Guerre et de la Marine - Ministère des Finances - 1836-1841 : - Ministère des Relations Extérieures - Ministère de l'Intérieur - Ministère de la Guerre et de la Marine - Ministère des Finances - 1841-1843 : - Ministère des Relations Extérieures et du Gouvernement - Ministère de l'Instruction Publique et de l'Industrie - Ministère des Finances - Ministère de la Guerre et de la Marine | - 1843-1852 : - Ministère des Relations Extérieures et de la Police - Ministère de l'Instruction Publique et de l'Industrie - Ministère des Finances - Ministère de la Guerre et de la Marine - Ministère des Affaires Ecclésiastiques - Ministère de la Justice - 1864-1867 : - Ministère de l'État - Ministère de la Maison Impériale - Ministère des Affaires Étrangères - Ministère de la Justice - Ministère de l'Instruction Publique et des Cultes - Ministère du Gouvernement - Ministère de la Promotion |

## Secrétariats d'État
À partir de décembre 2018 sous le gouvernement de Andrés Manuel López Obrador, les secrétariats d'état et organes du pouvoir exécutif qui forment le cabinet du Président de la République sont les suivantes:
1. Secrétariat à l'Intérieur abrégé (SEGOB)[6]
2. Secrétariat aux Affaires Étrangères abrégé (SRE)[7]
3. Secrétariat à la Défense Nationale abrégé (SEDENA)[8]
4. Secrétariat à la Marine abrégé (SEMAR)[9]
5. Secrétariat aux Finances et au Crédit Public abrégé (SHCP)[10]
6. Secrétariat au Bien-être social abrégé (BIENESTAR)[11]
7. Secrétariat à l'Environnement et aux Ressources Naturelles abrégé (SEMARNAT)[12]
8. Secrétariat à l'Énergie abrégé (SENER)[13]
9. Secrétariat à l'Économie abrégé (SE)[14]
10. Secrétariat à l'Éducation Publique abrégé (SEP)[15]
11. Secrétariat à l'Agriculture et au Développement Rural abrégé (SADER)[16]
12. Secrétariat aux Communications et aux Transports abrégé (SCT)[17]
13. Secrétariat à la Fonction Publique abrégé (SFP)[18]
14. Secrétariat à la Santé abrégé (SALUD)[19]
15. Secrétariat au Travail et à la Prévision Sociale abrégé (STPS)[20]
16. Secrétariat au Développement Agraire, Territorial et Urbain abrégé (SEDATU)[21]
17. Secrétariat au Tourisme abrégé (SECTUR)[22]
18. Secrétariat à la Culture abrégé (CULTURA)[23]
19. Secrétariat à la Sécurité Publique et à la Protection Citoyenne abrégé (SEGURIDAD)[24]
20. Procureur Général de la République abrégé (PGR), jusqu'au 14 décembre 2018. Après cette date, le PGR sera remplacé par le Ministère public Général de la République (FGR) désormais autonome, hors la tutelle du président[25].

## Gouvernements après la révolution mexicaine
| 1°  | Álvaro Obregón (1920-1924)                | PLM |
| 2°  | Plutarco Elías Calles (1924-1928)         | PLM |
| 3°  | Emilio Portes Gil (1928-1930)             | PNR |
| 4°  | Pascual Ortiz Rubio (1930-1932)           | PNR |
| 5°  | Abelardo L. Rodríguez (1932-1934)         | PNR |
| 6°  | Lázaro Cárdenas del Río (1934-1940)       | PNR |
| 7°  | Manuel Ávila Camacho (1940-1946)          | PRM |
| 8°  | Miguel Alemán Valdés (1946-1952)          |     |
| 9°  | Adolfo Ruiz Cortines (1952-1958)          |     |
| 10° | Adolfo López Mateos (1958-1964)           |     |
| 11° | Gustavo Díaz Ordaz Bolaños (1964-1970)    |     |
| 12° | Luis Echeverría Álvarez (1970-1976)       |     |
| 13° | José López Portillo y Pacheco (1976-1982) |     |
| 14° | Miguel de la Madrid Hurtado (1982-1988)   |     |
| 15° | Carlos Salinas de Gortari (1988-1994)     |     |
| 16° | Ernesto Zedillo Ponce de León (1994-2000) |     |
| 17° | Vicente Fox Quesada (2000-2006)           |     |
| 18° | Felipe Calderón Hinojosa (2006-2012)      |     |
| 19° | Enrique Peña Nieto (2012-2018)            |     |
| 20° | Andrés Manuel López Obrador (2018-2024)   |     |
| 21° | Claudia Sheinbaum Pardo (2024-)           |     |